# La bandera blanca y verde

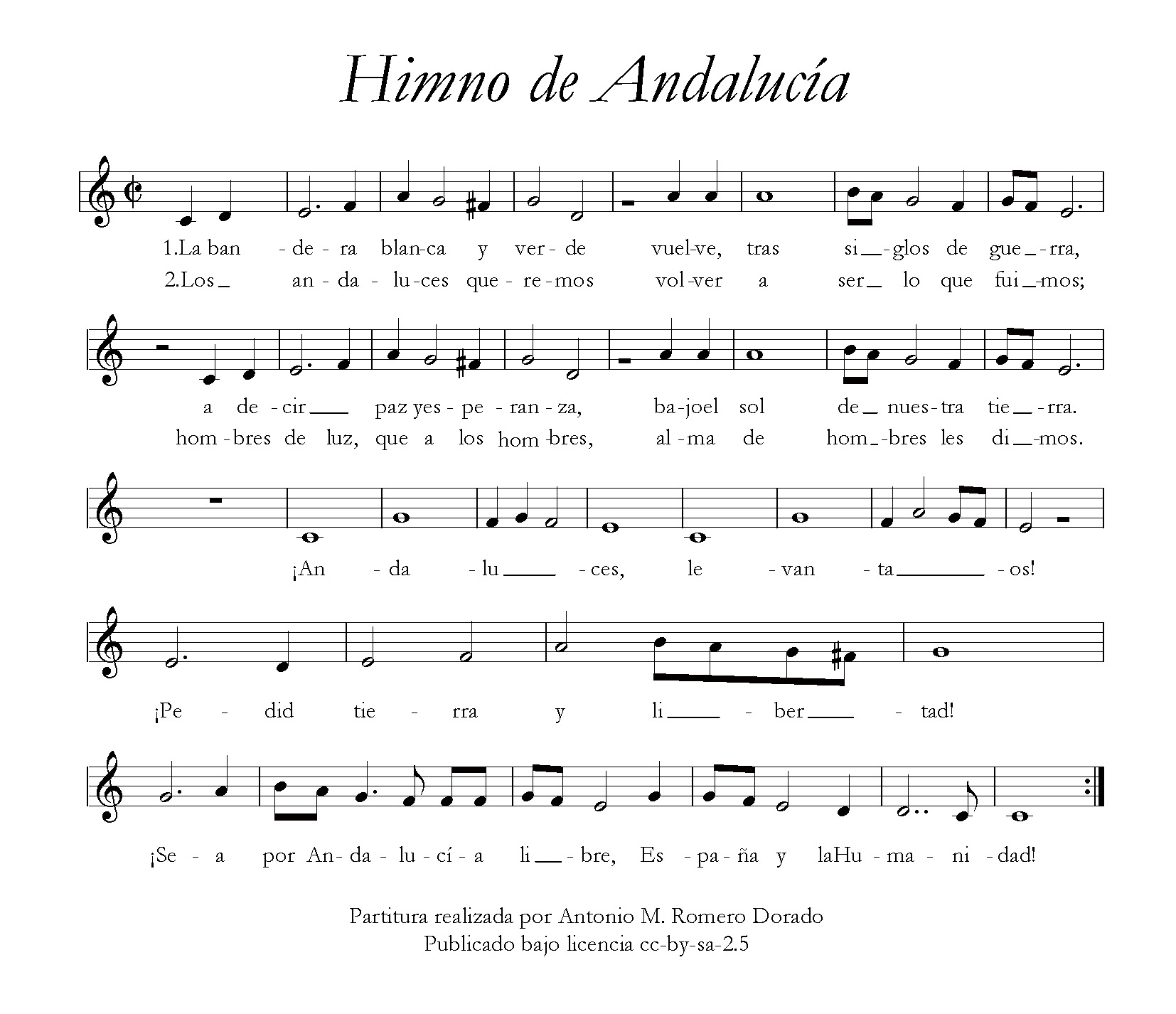
De bladmuziek

La bandera blanca y verde is het nationale volkslied van de Spaanse autonome regio Andalusië, geschreven door de politicus en musicus Blas Infante.

## Tekst
La bandera blanca y verde
vuelve, tras siglos de guerra
decir paz y esperanza,
bajo el sol de nuestra tierra.
¡Andaluces, levantaos!
¡Pedid tierra y libertad!
¡Sea por Andalucía libre,
España y la Humanidad!
Los andaluces queremos
volver a ser lo que fuimos
hombres de luz, que a los hombres,
alma de hombres les dimos.
¡Andaluces, levantaos!
¡Pedid tierra y libertad!
¡Sea por Andalucía libre,
España y la Humanidad!